# Záloha na nápojové obaly

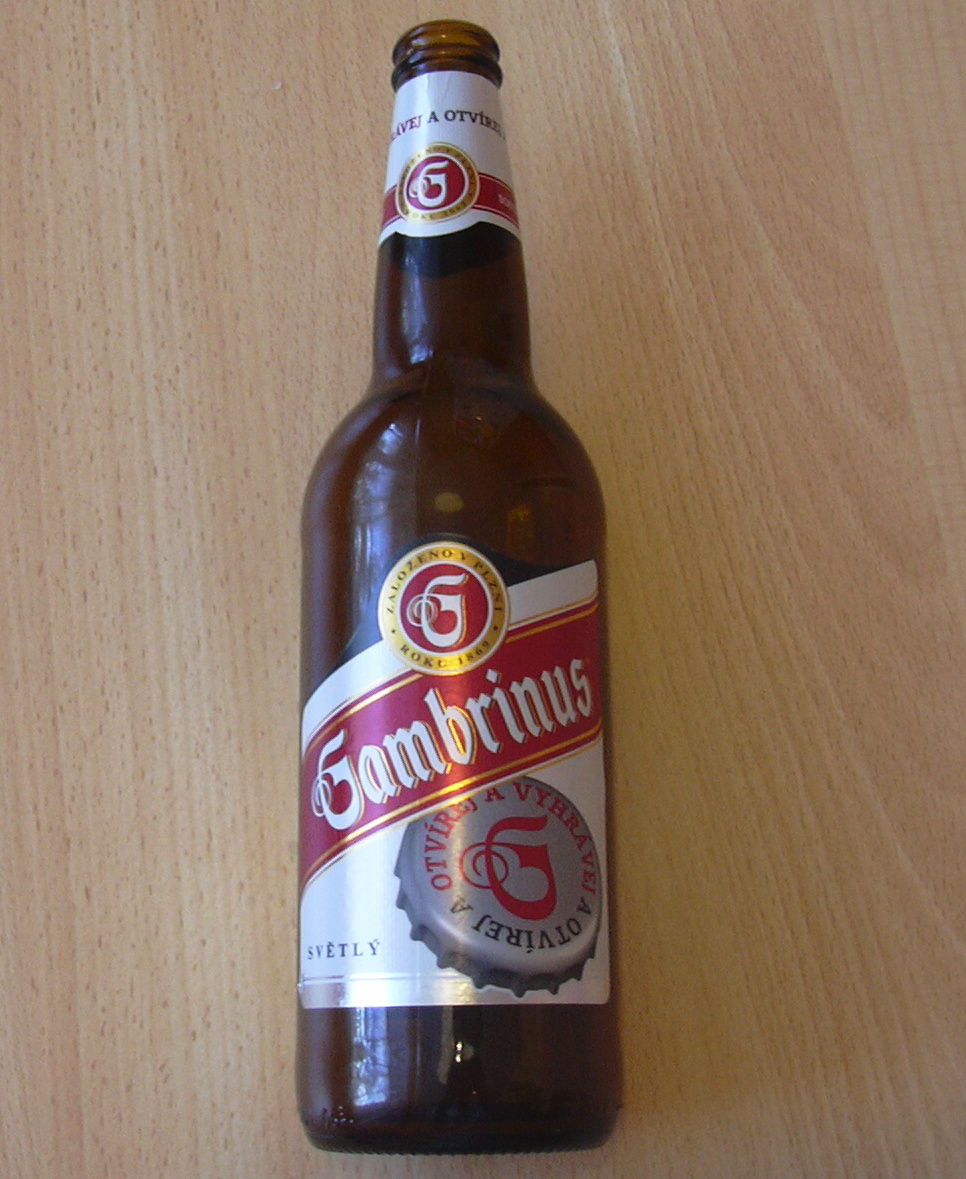
Vratná lahev

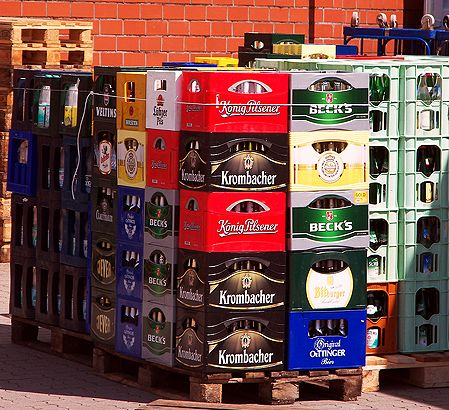
Přepravky na vratné lahve

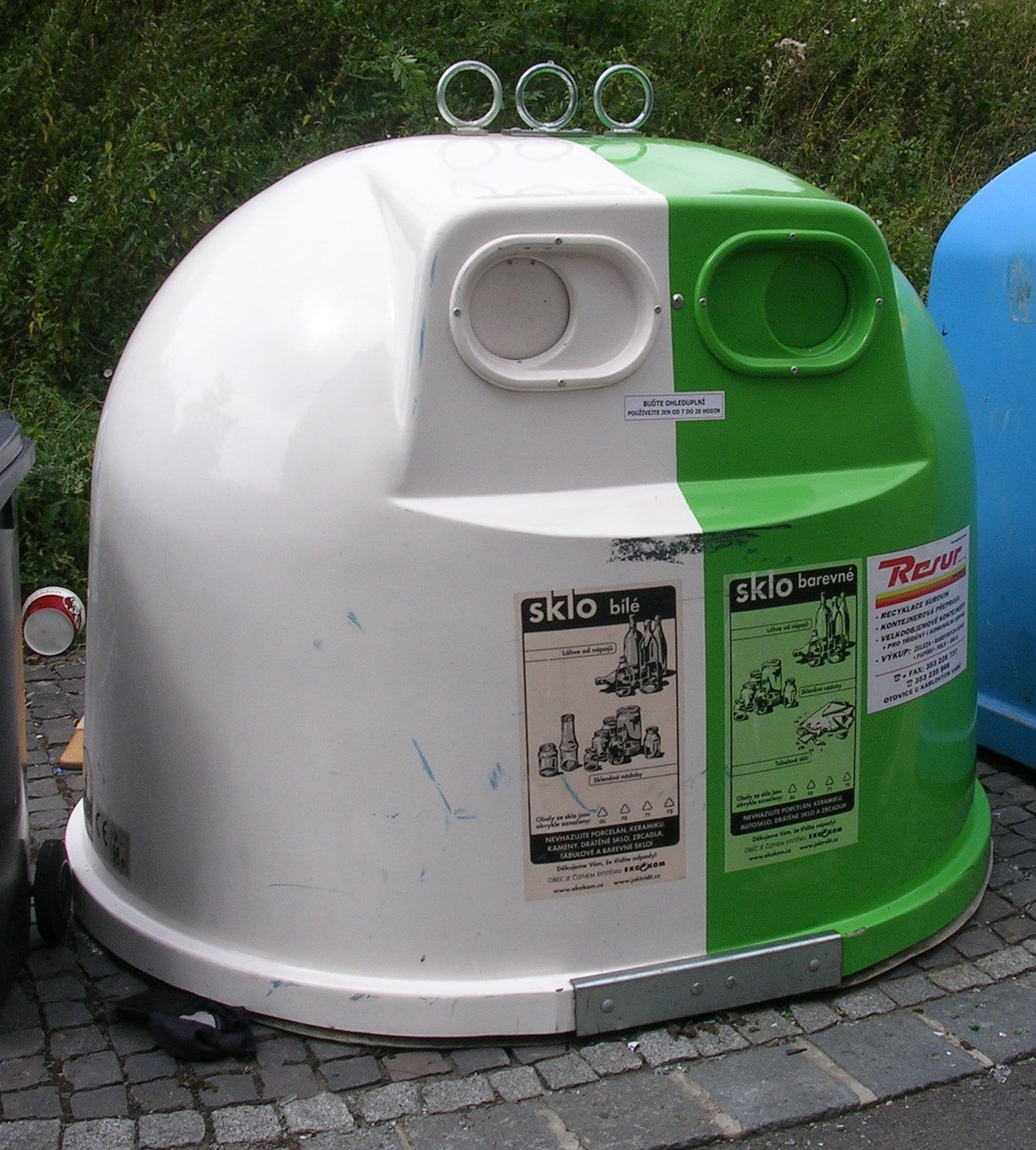
Kontejner na sklo

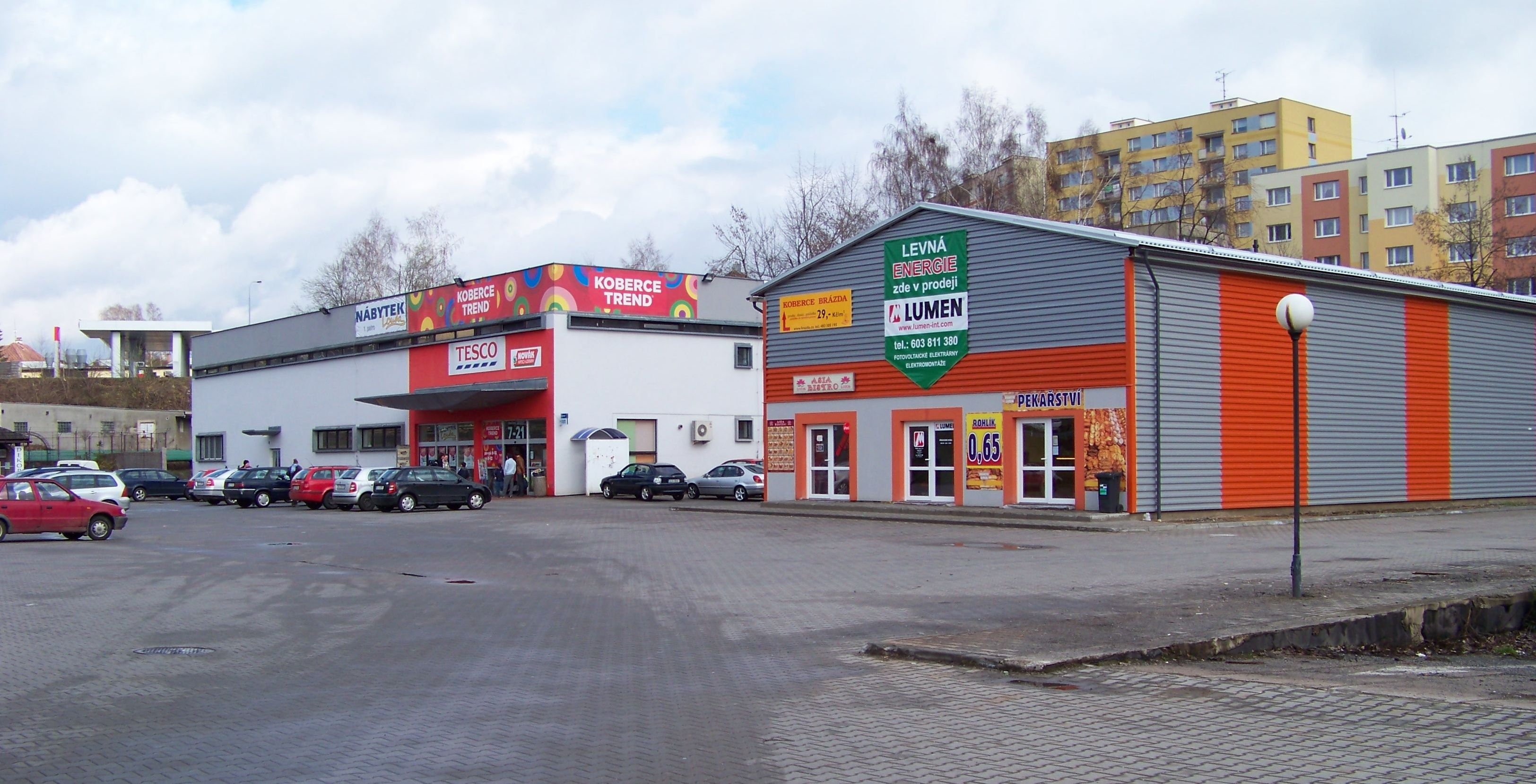
Budova supermarketu

Záloha na nápojové obaly (známá také jako záloha na láhve nebo plechovky) označuje peněžní ekvivalent (poplatek) za láhve a nádoby (také kontejnery), který kupující zaplatí navíc k původní ceně při nákupu a který je vrácen v plné výši pouze v případě, že je obal v pořádku vrácen.
Rozlišuje se záloha na jednorázové a opakovaně použitelné nápojové obaly – jednorázové nápojové obaly, které jsou obvykle vyrobeny z plastu, hliníku (viz nápojová plechovka) nebo jiných kompozitních materiálů (viz nápojový karton), se plní pouze jednou a po vrácení se obvykle ihned zničí, např. v automatu na zpětný odběr, ale recyklují se. Naproti tomu opakovaně použitelné nádoby, které jsou obvykle vyrobeny ze skla, tvrdého plastu nebo kovu, lze díky jejich trvanlivosti plnit několikrát.
Systémy záloh na nápohové obaly představují slibnou strategii pro zvýšení míry recyklace a snížení množství odpadků. Ačkoli v různých kontextech prokázaly svou účinnost, úspěch těchto systémů závisí na pochopení chování spotřebitelů, řešení potenciálních nezamýšlených důsledků a sladění s širšími cíli udržitelnosti.
Po celém světě existují různé zálohové systémy bez mezinárodní standardizace; mnoho zemí však nemá ani celostátní zálohové systémy.
Vlády mohou přijímat právní předpisy o zálohách na obaly z několika důvodů, mimo jiné proto, aby podpořily recyklaci a doplnily stávající programy recyklace na veřejných prostranstvích, aby snížily spotřebu energie a materiálu na výrobu obalů, aby snížily množství odpadků z nápojových obalů podél silnic, v přírodě a na jiných veřejných nebo soukromých pozemcích (tam, kde se vyskytují odpadky z nápojových obalů, představuje nominální záloha ekonomickou pobídku k jejich úklidu, což může být pro některé chudé jednotlivce a neziskové občanské organizace významným zdrojem příjmů) a aby prodloužily dobu použitelnosti skládek financovaných daňovými poplatníky.
Zálohy, které nejsou vykoupeny, si často ponechávají distributoři nebo plniči lahví, aby pokryli náklady systému (včetně manipulačních poplatků placených maloobchodníkům nebo výkupním střediskům za sběr, třídění a manipulaci s nádobami), nebo jsou odváděny příslušnému vládnímu subjektu na financování environmentálních programů. Studie ukázaly, že systémy zálohování nápojových obalů jsou v praxi obecně velmi úspěšné, přičemž míra návratnosti běžně dosahuje až 90 % nebo více.

## Historie
Společnost A & R Thwaites & Co v irském Dublinu oznámila v roce 1799, že nabízí umělou „sodovou vodu“ a že za vrácené lahve platí 2 šilinky za tucet. Společnost Schweppes, která rovněž podnikala v oblasti uměle vyráběných minerálních vod, měla podobnou recyklační politiku přibližně od roku 1800, aniž by byla přijata jakákoli legislativa. Také skotské společnosti vyrábějící nápoje v lahvích dobrovolně zavedly takový systém, aby podpořily vracení svých lahví k opětovnému použití. Ve Švédsku byl v roce 1884 zaveden standardní systém záloh na nápojové obaly.

## Vědecké výzkumy zavádění záloh na nápojové obaly
Zavedení systémů záloh na nápojové obyly vykazuje významné pozitivní výsledky, pokud jde o míru recyklace a snížení množství odpadků. Studie například ukazují, že v zemích, jako je Německo a Nizozemsko, kde jsou zálohové systémy na opakovaně použitelné nádoby rozšířené, dochází k výraznému zvýšení účinnosti recyklace a snížení množství odpadků. V Polsku se předpokládá, že zavedení systému záloh na obaly přinese značné ekonomické přínosy, což naznačuje, že podobné systémy by mohly být prospěšné v celé Evropě. Na Slovensku navíc první rok fungování systému vratných záloh na PET lahve a hliníkové plechovky prokázal slibné zapojení spotřebitelů a míru recyklace.
Zásadní roli v úspěchu těchto systémů hrají také behaviorální faktory. Výzkum naznačuje, že počáteční změny v recyklačním chování po zavedení systému zálohových systémů jsou ovlivněny změnami v přesvědčení a návycích spotřebitelů. Vnímání recyklace jako automatického chování, které je posilováno častou účastí v systému, přispívá k trvalému zapojení. To zdůrazňuje význam nejen zavádění zálohových systémů, ale také podpory kultury recyklace prostřednictvím vzdělávání a zapojení komunity.
Zavádění zálohových systémů však není bez problémů. Například v Německu sice zálohový systém vedl ke zvýšení míry recyklace, ale zároveň vyvolal obavy ohledně jeho potenciálu narušit širší cíle oběhového hospodářství tím, že neúmyslně podporuje jednorázové nádoby oproti opakovaně použitelným variantám. To podtrhuje potřebu pečlivého zvážení koncepce a implementace zálohových systémů, aby bylo zajištěno, že doplňují cíle udržitelnosti, a nikoliv jsou s nimi v rozporu.
Ekonomické důsledky systémů zálohového zpětného odběru jsou významné. Slouží jako dvojí mechanismus zdanění a dotací, který podporuje jak nákup výrobků, tak odpovědné nakládání s odpady. Finanční pobídky poskytované těmito systémy mohou vést ke zlepšení postupů nakládání s odpady, jak dokládají různé studie v Evropě.  Kromě toho je zřejmý potenciál zálohových systémů pro posílení oběhového hospodářství, zejména v souvislosti s nakládáním s plastovým odpadem, kde mohou vést k vyšší míře recyklace a snížení dopadu na životní prostředí.

## Situace ve světě
| Stát                | Zavedení                             | Hliník    | Sklo      | PET       | Záloha zahrnuje | Iniciátor                   | Ref.                               |
| ------------------- | ------------------------------------ | --------- | --------- | --------- | --- | --------------------------- | ---------------------------------- |
| Rakousko            | 1990, aktualizace 2025               | Ano       | Ano       | Ano       | Pivo a pivní směsi, alkoholické nápojové směsi, jablečné víno a jiné kvašené nápoje, džusy a nektary, nealkoholické nápoje, vody, vína a lihoviny                                 | Vláda                       | [ 17 ]                             |
| Barbados            | 1986, aktualizace 2019               | Ano       | Ano       | Ano       | Sycené a nesycené nealkoholické nápoje, minerální a sodová voda, pivo a sladové nápoje                                                                                            | Vláda                       | [ 18 ]                             |
| Bělorusko           | projednává se                        | Plánovaná | Plánovaná | Plánovaná | Všechny nápoje kromě mléčných výrobků | Vláda                       | [ 19 ]                             |
| Belgie              | 1993                                 | Ne        | Ano       | Ne        | Opakovaně plnitelné nádoby na pivo | Vláda                       | [ 20 ]                             |
| Chorvatsko          | 2005, aktualizace 2020               | Ano       | Ano       | Ano       | Nádoby >200 ml: džusy, voda, pivo, víno, tvrdý alkohol; Nádoby <200 ml: mléko a mléčné výrobky.                                                                                   | Vláda                       | [ 21 ]                             |
| Dánsko              | 1981, aktualizace 2020               | Ano       | Ano       | Ano       | Pivo, sycené a nesycené nealkoholické nápoje, energetické nápoje, kvašené nápoje (kromě vína a lihovin), cider, alkoholické a nealkoholické míchané nápoje, minerální vody, džusy | Průmysl (1922) Vláda (1981) | [ 23 ] [ 24 ]                      |
| Ekvádor             | 2012                                 | Ne        | Ne        | Ano       | Alkoholické, nealkoholické, sycené a nesycené nápoje | Vláda                       | [ 25 ]                             |
| Estonsko            | 2005                                 | Ano       | Ano       | Ano       | Nealkoholické nápoje, voda, pivo, jablečné víno, džusy, nektary a džusové koncentráty, alkoholické nápoje s nízkým obsahem ethanolu (≤ 6 % objemových alkoholu).                  | Vláda                       | [ 26 ]                             |
| Fidži               | projednává se                        | Plánovaná | Plánovaná | Plánovaná | Projednává se | Vláda                       | [ 27 ]                             |
| Finsko              | 1996 (hliník) 2008 (PET) 2012 (sklo) | Ano       | Ano       | Ano       | Téměř všechny nealkoholické nápoje, voda, pivo, cider, long drinky, sportovní nápoje, džusy, likéry/lihoviny/víno prodávané společností Alko.                                     | Vláda či výrobce            | [ 28 ]                             |
| Německo             | 2003, aktualizace 2024 (mléko)       | Ano       | Ano       | Ano       | Pivo, nealkoholické nápoje (sycené i nesycené), voda, míchané alkoholické nápoje, džusy v PET lahvích, mléko v PET lahvích                                                        | Výrobce                     | [ 29 ]                             |
| Island              | 1989                                 | Ano       | Ano       | Ano       | Všechny hotové nápoje, víno a likéry | Vláda                       | [ 30 ]                             |
| Irsko               | 2024                                 | Ano       | Ne        | Ano       | Všechny nápoje kromě mléčných produktů | Vláda                       | [ 31 ] [ 32 ]                      |
| Izrael              | 2001, aktualizace 2010               | Ano       | Ano       | Ano       | Všechny obaly od 100 ml do 5l | Vláda                       | [ 33 ]                             |
| Jamajka             | 2021                                 | Ne        | Ne        | Ano       | neznámo | Vláda                       | [ 34 ] [ 35 ]                      |
| Lotyšsko            | 2022                                 | Ano       | Ano       | Ano       | Voda, minerální voda, limonáda, energetické nápoje, čaj, džusy a nektary, pivo, chlazené víno a míchané nápoje s obsahem alkoholu nižším než 6 %.                                 | Vláda                       | [ 36 ]                             |
| Litva               | 2016                                 | Ano       | Ano       | Ano       | Pivo a pivní koktejly, cider a hruškové víno, ovocné víno a nápoje na bázi ovocného vína, nealkoholické nápoje, voda, kvas, džusy a nektar.                                       | Vláda                       | [ 37 ]                             |
| Lucembursko         | 2023                                 | Ano       | Ano       | Ano       | Všechny nápoje | Vláda                       | [ 38 ]                             |
| Kiribati            | 2005                                 | Ano       | Ne        | Ano       | Pivo, nealkoholické nápoje, voda | Vláda                       | [ 39 ]                             |
| Malta               | 2022                                 | Ano       | Ano       | Ano       | Voda, sycené a nesycené nealkoholické nápoje, mošty, piva, hotová káva a ředěné nápoje.                                                                                           | Výrobce                     | [ 40 ]                             |
| Mikronésie (Kosrae) | 1991, aktualizace 2007               | Ano       | Ano       | Ano       | neznámo | Vláda                       | [ 41 ]                             |
| Indie (Maharashtra) | 2018, aktualizace 2019               | Ne        | Ne        | Ano       | neznámo | Vláda                       | [ 42 ]                             |
| Nizozemsko          | 2004, aktualizace 2021               | Ano       | Ano       | Ano       | Pivo, voda, nealkoholické nápoje, systém dobrovolný pro výrobce ovocných šťáv | Vláda                       | [ 43 ] [ 44 ]                      |
| Norsko              | 1997, aktualizace 1999               | Ano       | Ne        | Ano       | neznámo | Vláda                       | [ 45 ]                             |
| Palau               | 2011                                 | Ano       | Ano       | Ano       | Pivo, míchané víno a lihoviny, čajové a kávové nápoje, sodovka, nesycená voda, všechny nealkoholické nápoje                                                                       | Vláda                       | [ 46 ]                             |
| Polsko              | 2025                                 | Plánovaná | Ano       | Plánovaná | připravuje se | Vláda                       | [ 47 ]                             |
| Rumunsko            | 2023                                 | Ano       | Ano       | Ano       | Všechny nápoje (kromě mléka) v jednorázových nádobách do 3 litrů | Vláda                       | [ 48 ]                             |
| Skotsko             | 2025                                 | Plánovaná | Ne        | Plánovaná | připravuje se | Vláda                       | [ 49 ]                             |
| Seychely            | 2007                                 | Ano       | Ano       | Ano       | neznámo | Vláda                       | [ 50 ]                             |
| Singapur            | 2025                                 | Ano       | Ne        | Ano       | neznámo | Vláda                       | [ 51 ]                             |
| Slovensko           | 2022                                 | Ano       | Ano       | Ano       | Voda, pivo, džusy, víno | Vláda                       | [ 52 ] [ 53 ]                      |
| Jižní Korea         | 1985, aktualizace 2003               | Ne        | Ano       | Ne        | Alkoholické nápoje, jako je soju a pivo, sycené nealkoholické nápoje | Vláda                       | [ 54 ]                             |
| Švédsko             | 1982, aktualizace 2022               | Ano       | Ano       | Ano       | Všechny nápoje připravené k pití, kromě mléčných | Vláda                       | [ 55 ] [ 56 ] [ 57 ] [ 58 ] [ 59 ] |
| Švýcarsko           | 2001                                 | Ano       | Ano       | Ano       | Všechny nápoje v plnitelných nádobách, jednorázové nealkoholické nápoje, pivo a minerální voda.                                                                                   | Vláda                       | [ 60 ]                             |
| Turecko             | 2022                                 | Ano       | Ano       | Ano       | Čaj a káva, sycené nealkoholické nápoje, energetické nápoje, kravské mléko, ovocné a zeleninové šťávy, voda (perlivá i neperlivá), sportovní nápoje, alkoholické nápoje.          | Vláda                       | [ 61 ]                             |
| Spojené království  | 2025                                 | Plánovaná | Ne        | Plánovaná | Projednává se | Vláda                       | [ 62 ] [ 63 ]                      |

## Situace v Česku

### Legislativní základ pro zřízení výkupu lahví
Každý maloobchodník, který prodává zboží ve vratných obalech, je povinen podle zákona o obalech 477/2001 Sb. a podle živnostenského zákona 455/1991 Sb. obaly zpětně vykupovat. Množství vykoupených obalů nesmí být vázáno na počet obalů prodaných.

### Organizačně technické zabezpečení výkupu lahví
Oddělení výkupu lahví je často zřizováno jako zcela samostatné. Prostorově bývá umístěno v přímé návaznosti na část skladu, kde jsou skladovány nápoje ve vratných obalech, aby se omezila manipulace s přepravkami a paletami. Výkupní místo může být vytvořeno jako průchod ve stěně oddělující sklad od prostoru prodejny. Na straně prodejny musí být prostor snadno přístupný i pro příjezd nákupních vozíků, kvalitně osvětlený a nejlépe také sledovaný bezpečnostní kamerou. Na straně skladu musí být dostatečná plocha pro prázdné přepravky a manipulaci s nimi. Manipulace s přepravkami je přednostně ruční, za pomoci rudlu. V rozlehlých prodejnách je často pracoviště výkupu lahví umístěno mimo nákupní prostor, s přístupem přímo z ulice (parkoviště). Takové řešení brání nežádoucímu shlukování zákazníků mezi regály se zbožím a zcela prozaicky také zkonzumování nápojů uvnitř prodejny a vrácení lahve, za kterou nebyla zaplacena záloha. Vlastní třídění lahví na vratné a nevratné provádí buď vizuálně pracovník výkupu nebo třídící automat, do kterého zákazník lahve (či přepravky naplněné lahvemi) vkládá. Nepřijaté lahve jsou zákazníkovi vráceny. V dobře vybavených odděleních výkupu lahví je umístěn i rozměrný koš na odpad (krabice, plastové tašky, ve kterých byly lahve doneseny) a kontejner na sklo pro vyhození netypizovaných a poškozených lahví.

### Finanční toky při výkupu lahví
Výkup lahví se v současnosti (červenec 2010) týká prakticky jen skleněných lahví pro některé druhy nápojů a přepravek pro transport těchto lahví. Typickým objektem výkupu jsou skleněné pivní lahve o obsahu 0,5 litru. Stejný výrobek (pivo) je často dostupný i v nevratných obalech. Vratné lahve (záloha za ně) jsou zákazníkovi účtovány jako samostatná položka při nákupu. Při výkupu není zákazník povinen dokazovat, že lahve nakoupil ve stejné prodejně. Za vykoupené lahve může zákazník obdržet buď přímo hotovost nebo často tištěnou stvrzenku, na základě které je mu cena lahví proplacena (odečtena z ceny nákupu) na pokladním místě.
Každý zálohovaný obal musí být viditelně označen – zpravidla „zálohovaný obal“, „vratný obal“.
Přepravky na výše uvedené nápoje lze vracet buď klasicky s příslušnými lahvemi, nebo také prázdné bez lahví. Důležité ovšem je, aby v dané přepravce byly takové lahve, které do ní patří. Přepravky, které obsahují jiné typy lahví, nejsou většinou vykupovány – je potřeba lahve vrátit jednotlivě a přepravku vracet prázdnou.
Obchod má dle zákona za povinnost vykupovat pouze ty lahve a přepravky na nápoje, které sám prodává. Pokud prodejna daný obal neprodává, není ani povinna jej zpětně vykupovat, lahve a přepravky je potřeba vracet nejlépe tam, kde byly zakoupeny.

## Výkup lahví v umění
Prostředí výkupu lahví využil jako dějiště svého filmu režisér Jan Svěrák ve filmu Vratné lahve.